# Lộc Trại
Lộc Trại (chữ Hán giản thể: 鹿寨县, Lùzhài Xiàn, âm Hán Việt: Lộc Trại huyện) là một huyện thuộc địa cấp thị Liễu Châu, khu tự trị dân tộc Choang Quảng Tây, Cộng hòa Nhân dân Trung Hoa. Huyện Lộc Trại có diện tích 3358 km², dân số năm 2002 là 480.000 người. Về mặt hành chính, huyện Lộc Trại được chia thành 6 trấn, 3 hương.
- Trấn: Lộc Trại, Bình Sơn, Trung Độ, Hoàng Miện, Trại Sa, Tứ Bài.
- Hương: Giang Khẩu, Đạo Giang, Lạp Cau.